# Sanah Mollo
Sanah Mollo (sinh ngày 30 tháng 1 năm 1987) là một cầu thủ bóng đá nữ người Nam Phi. Cô đóng vai trò là một hậu vệ cho Mamelodi Sundowns và là cầu thủ trong đội hình đại diện cho đội bóng đá quốc gia của phụ nữ Nam Phi bao gồm cả tại các giải đấu bóng đá Thế vận hội mùa hè.

## Sự nghiệp bóng đá

### Cấp Câu lạc bộ
Sanah Mollo sinh ra ở Villiers, Free State vào ngày 30 tháng 1 năm 1987, và bắt đầu chơi bóng từ năm 9 tuổi cho The Birds FC, một đội bóng nghiệp dư. Cha mẹ cô ban đầu phản đối việc cô tham dự câu lạc bộ nhưng cuối cùng lại quyết định ủng hộ con gái. Cô tiếp tục chơi bóng trong khi học trường trung học, và được đề nghị trở thành học bổng thể thao để tham dự Đại học Nhà nước Tự do sau khi chơi với họ. Ở cấp độ câu lạc bộ, cô hiện đang chơi cho Mamelodi Sundowns.

### Cấp Quốc tế
Ngay từ nhỏ, Mollo đã muốn chơi cho đội bóng đá quốc gia nữ Nam Phi, và cô đã ra sân trong màu áo của đội tuyển lần đầu tiên vào năm 2006 trong trận đấu với đội tuyển Senegal.. Cô tiếp tục tham gia thi đấu trong đội tuyển tham gia các giải đấu trong những năm qua, bao gồm cả Thế vận hội Mùa hè 2012 và 2016. Cô là thành viên của đội hình giành ngôi á quân tại Giải vô địch nữ châu Phi 2012.